# Jean Querret
Jean Querret, né à Paramé le 18 janvier 1703 et mort à Besançon le 13 octobre 1788, est un ingénieur des ponts et chaussées, architecte et géographe français.

## Biographie

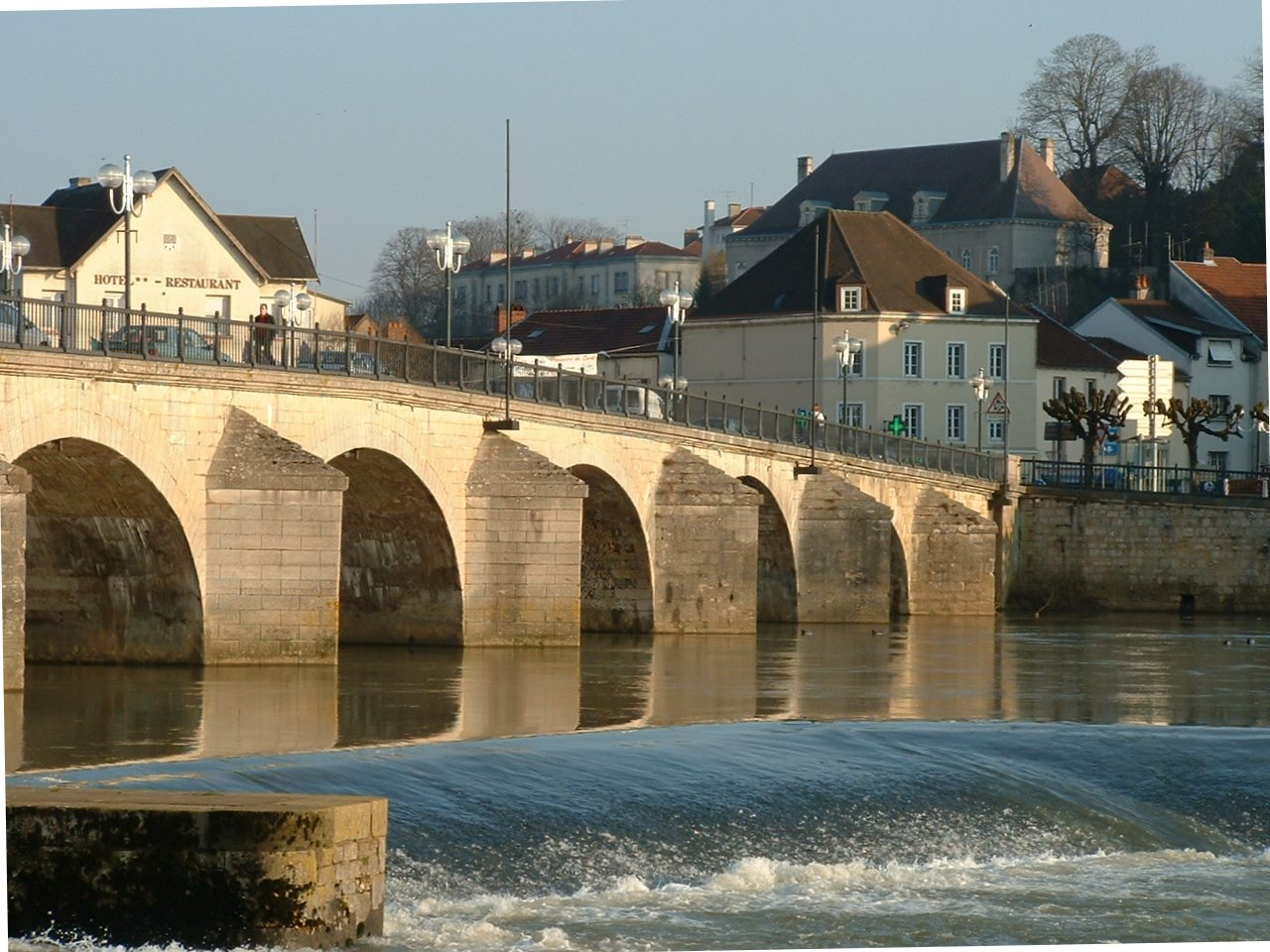
Pont de Gray sur la Saône

Jean Querret, ingénieur de la province de Franche-Comté depuis 1744, s'était distingué en 1735 par la construction du pont de Gray sur la Saône et du pont de Port-sur-Saône (Haute-Saône) de 1750 à 1758 ainsi  qu'en  1753 par celle du pont Louis XV de Dole sur le Doubs, de sept arches de 17 à 20 mètres d'ouverture.
En 1761, alors que la municipalité de Besançon envisage de déconstruire le pont Battant pour en bâtir un plus large, il réussit à obtenir sa conservation. Il est nommé inspecteur général en 1765.
L'étude d'un projet pour la construction de Versoix lui est confiée en 1774. Il remanie et redimensionne le plan de Pierre Joseph de Bourcet qui reflète désormais des préoccupations principalement civiles : promenade, places, jardins, bâtiments publics.

### Ingénieur

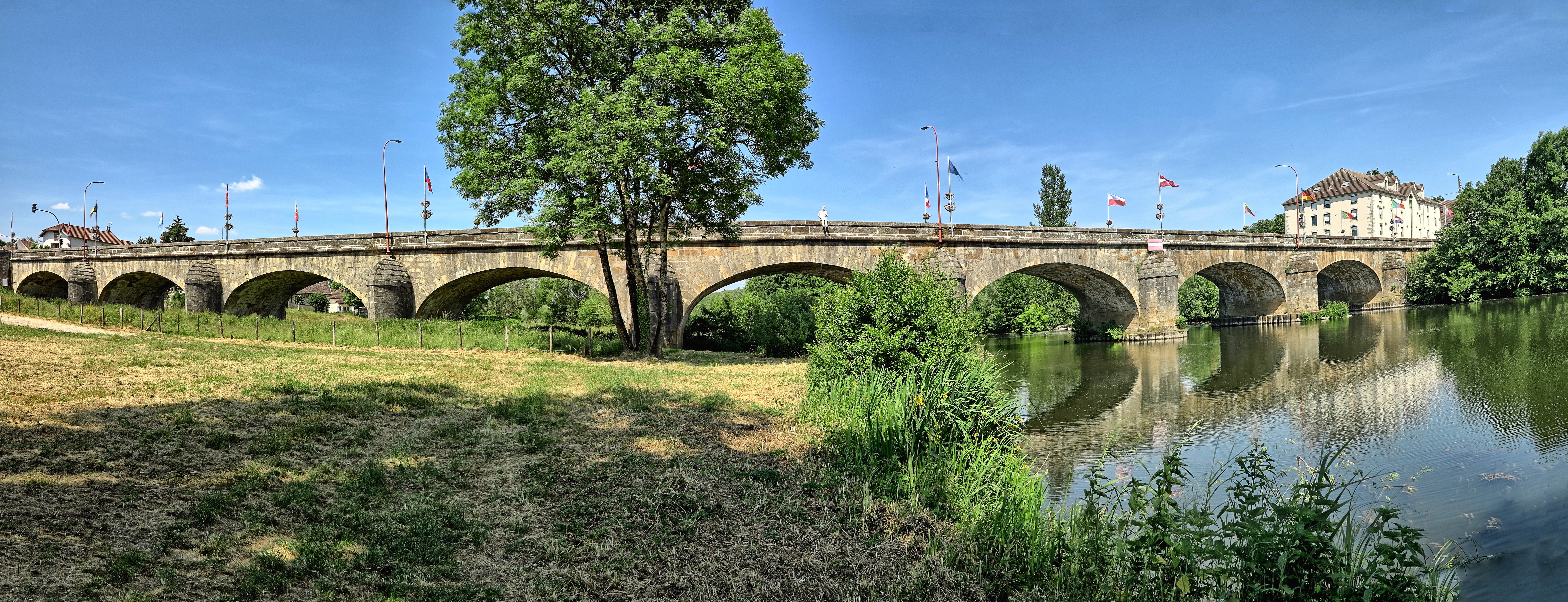
Pont de Port-sur-Saône.

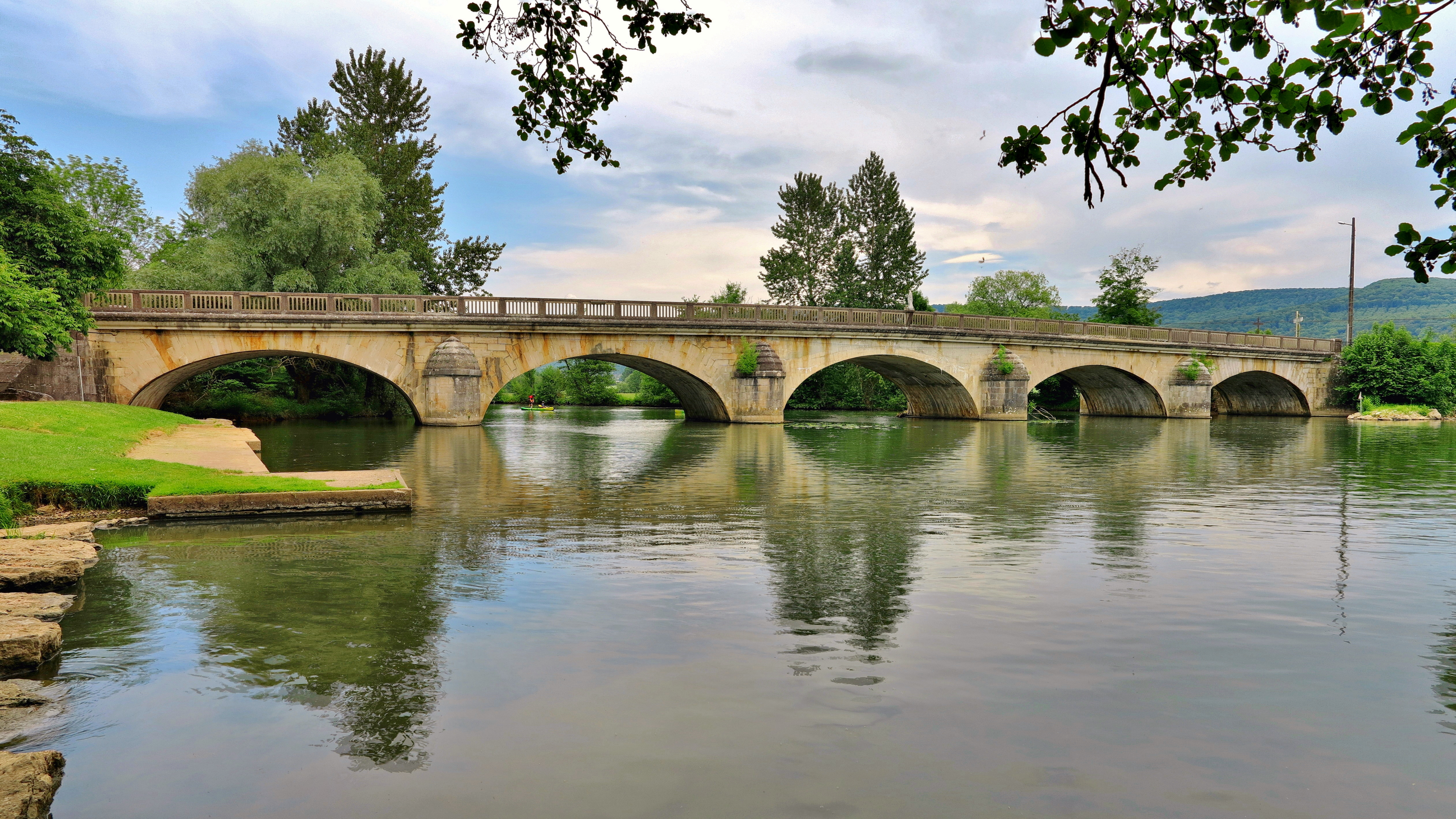
Pont de Voray-sur-l'Ognon.

- 1735/1740 : Construction du pont de Gray
- 1735/1746 : Reconstruction de l'église Saint Georges avec J.P. Gazelot
- 1736 : Plans d'urbanisme pour la reconstruction de Pontarlier après son incendie
- 1737/1742 : Avis sur plans de l'église Saint Martin-du-Pin
- 1737/1746 : Reconstruction Hôtel de ville de Lons-le-Saunier
- 1739 : Plans de l'hôtel de Clévans à Besançon
- 1740 : Plans de l'hôpital Saint Joseph de Pontarlier
- 1744/1746 : Construction de la caserne Marguet de Pontarlier
- 1750 : Plans du pont de Port-sur-Saône
- 1755 : Construction de l' église paroissiale de Lons-le-Saunier
- 1762/1769 : Construction du Grand pont de Dole (Pont Louis XVI)
- 1764/1778 : Reconstruction du Pont de Pesmes
- 1765 : Construction du pont de Voray
- 1770/73 : Plans de la ville nouvelle de Versoix (Suisse)

### Géographe
Jean Querret est également géographe, il est l'auteur d'une carte du Comté de Bourgogne (1748), où figurent, pour la première fois, toutes les voies de communication importantes. Malgré son orientation, ancienne et surprenante pour le XVIIIe siècle, le haut de la carte indiquant le sud-est, cette œuvre remarquable fut longtemps la carte officielle de l'administration comtoise.
Une rue de Besançon porte son nom ainsi qu'un hôtel particulier, l'hôtel Querret, qu'il a fait construire.